# 美馬市立川原柴小学校
美馬市立 川原芝小学校（みましりつ かわはらしばしょうがっこう）は、徳島県美馬市脇町にあった公立小学校。
児童数の減少などの理由で2009年（平成21年）3月31日をもって休校した。

## 概要
- 旧脇町岩倉地区の中央を流れる井口谷川を源流へと遡る。讃岐山地の南斜面中腹の山中に校舎はあった[1]。
- 標高は500m。遠くに剣山、眼下に吉野川があった[1]。

## 基礎データ
全校生徒数
- ○人（2009年度（平成21年度）当時）

全卒業生数　
- 1,176人（2009年度（平成21年度）当時）[1]

所在地等
- 〒779-3635 徳島県美馬市脇町字川原柴221番地

## 沿革
- 1876年（明治9年）1月 - 公立梨の木小学校を創立。
- 1881年（明治14年）4月 -  岩倉村字暮畑小学校と改称。
- 1886年（明治19年）10月 - 川原柴簡易小学校を創立。
- 1893年（明治26年）1月 - 美馬郡川原柴尋常小学校と改称。
- 1923年（大正12年）4月 - 美馬郡川原柴柴尋常高等小学校と改称。
- 1941年（昭和16年）4月1日 - 学令改正により、美馬郡川原柴国民学校と改称。
- 1947年（昭和22年）4月1日 - 学制改革により、美馬郡岩倉村川原柴小学校と改称。
- 1951年（昭和26年）11月3日 - 町制施行により、美馬郡岩倉町川原柴小学校となる。
- 1958年（昭和33年）3月31日 - 町村合併により、脇町川原柴小学校となる。
- 1978年（昭和58年） - プール完成。
- 2005年（平成17年）3月1日 - 町村合併により、美馬市立川原柴小学校となる。
- 2009年（平成21年）3月31日 - 休校となる。

## 通学区域
- 美馬市
  - 脇町暮畑
  - 脇町川原柴
  - 脇町横倉